# سل ام پتنفیرست
سل ام پتنفیرست (به آلمانی: Zell am Pettenfirst) یک منطقهٔ مسکونی در اتریش است که در ناحیه وکلابروک واقع شده‌است. سل ام پتنفیرست ۱۴ کیلومتر مربع مساحت دارد ۵۵۰ متر بالاتر از سطح دریا واقع شده‌است.